# Christophorus Elsen
Christophorus Elsen OCSO (* 10. April 1890 in Ehlenz-Ließem; † 12. Mai 1976 in Mariawald) war ein deutscher, katholischer Priester und Abt der Trappistenabtei Mariawald.

## Leben
Elsen wurde als dreizehntes Kind seiner Eltern geboren. Mit 14 Jahren bat er am 2. Oktober 1905 um Aufnahme in Mariawald. Am 26. November 1905 wurde er Novize, am 8. Dezember 1907 legte er die einfache Profess ab und am 8. Dezember 1910 die ewige Profess. Am 10. August 1914 wurde er zum Priester geweiht. In den kommenden drei Jahren promovierte er an der Päpstlichen Universität Gregoriana zum Doktor der Theologie. Nach seiner Rückkehr war er Gehilfe des Novizenmeisters Paul Franken und Fremdenbeichtvater. 1924 wurde er selbst Novizenmeister. 1941 lösten die Nationalsozialisten die Abtei auf; der Mönchskonvent wurde zerstreut. Elsen kümmerte sich noch einige Monate mit anderen Trappisten um die Bewirtschaftung der Klosterlandwirtschaft. Danach ging er in die Mutterabtei Oelenberg im Elsass.
1943 wurde er zum Superior von Mariawald bestimmt. Gleichzeitig wirkte er als Seelsorger in einem Blindenheim in Bingen. Nach dem Zusammenbruch des Dritten Reiches kehrte er als erster Mönch nach Mariawald zurück. Am 28. April 1945 nahm er das Kloster wieder in Besitz. Bereits am 20. August 1945, dem Fest des heiligen Bernhard von Clairvaux, war der Großteil der Mönche zurückgekehrt und konnte ein erstes Hochamt feiern.
Am 12. Dezember 1946 wurde Elsen unter Leitung von Abt Bonaventura Diamant zum Abt von Mariawald gewählt. Am 16. Januar 1947 kam  die Bestätigung aus Rom. Am 16. Februar 1947 erfolgte die Abtbenediktion durch Johannes Joseph van der Velden, den damaligen Bischof von Aachen. Sie erfolgte im Aachener Dom, da die Klosterkirche noch zerstört war. Sein Wahlspruch war Primum regnum Dei – „Zuerst das Reich Gottes“. Er wirkte auch bei der Gründung der Trappistinnenabtei Maria Frieden in Dahlem (Nordeifel) mit. Am 28. September 1961 trat er aufgrund einer schweren Erkrankung als Abt zurück.